# بدرية رأفت
بدرية رأفت (26 ديسمبر 1920 - 3 ديسمبر 2009)، ممثلة مصرية.

## عن حياتها
ولدت في مدينة أسيوط ، أحبت السينما منذ طفولتها، درست في مدارس نوتردام ، تزوجت من بدر لاما ، وعملت معه في الكثير من أفلامه، واختار لها اسم بدرية رأفت، اعتزلت السينما بعد وفاة زوجها إلى أن أعادها للعمل المخرج سيد زيادة وكان فيلمها الأخير.

## الأفلام
- قبلة في الصحراء.
- فاجعة فوق الهرم.
- رجل بين امرأتين 1940
- نفوس حائرة
- صلاح الدين الأيوبي
- كليوبترا
- وحيدة
- عريس الهنا
- البدوية الحسناء
- اللقاء الأخير 1953

## روابط خارجية
- بدرية رأفت على موقع IMDb (الإنجليزية)
- بدرية رأفت على موقع الدهليز
- بدرية رأفت على موقع قاعدة بيانات الأفلام العربية
- بدرية رأفت على موقع قاعدة بيانات الفيلم (الإنجليزية)